# توزیع دوجمله‌ای
توزیع دوجمله‌ای نوعی توزیع پرکاربرد در آمار، اقتصاد، و علوم تجربی است.
در نظریهٔ احتمال و آمار توزیع دوجمله‌ای توزیعی گسسته‌ است از تعداد موفقیت‌ها در دنباله‌ای شامل n آزمایش مستقل برنولی همه با احتمال موفقیت p(توزیع برنولی). در واقع متغیر تصادفی X (تعداد موفقیت‌ها) را متغیر دوجمله‌ای با پارامترهای n و p می‌گویند.
یک آزمایش دوجمله‌ای بایستی دارای ویژگی‌های زیر باشد:
- آزمایش دارای n تعداد آزمون یکسان و عیناً مشابه باشد.
- نتیجه هر آزمون فقط به یکی از این دو صورت باشد: موفق یا ناموفق.
- احتمال موفقیت آزمونی را اگر با p نشان دهیم، از آزمون به آزمون یکسان بوده و متغیر نباشد. احتمال ناموفقیت را با q نشان داده که برابر است با q=1-p

توزیع دوجمله‌ای برای p=۰٫۵, مثلث خیام _ پاسکال

- آزمون‌ها مستقل باشند.

## مشخصه‌ها

### تابع جرم احتمال
درحالت کلی اگر X یک متغیر تصادفی دوجمله‌ای با پارامترهای p,n باشد، آن را به‌صورت
(X ~ B(n, p
نمایش می‌دهیم. احتمال بدست‌آوردن k موفقیت با تابع جرم احتمال زیر مشخص می‌شود:
{\displaystyle p(k)=\Pr(X=k)={n \choose k}p^{k}(1-p)^{n-k}\quad \quad \quad \quad for\quad k=0,1,2,...,n\,}

حال می‌خواهیم بررسی کنیم که این فرمول چگونه بدست‌آمده‌است: توجه کنید که تعداد راه‌های ممکن در انجام n آزمایش برنولی که می‌تواند به k موفقیت منتهی شود برابر است با تعداد دنباله‌های مختلف به طول n از حروف b , a با k حرف a (موفقیت) و n-k حرف b (شکست). اما تعداد این دنباله‌ها برابر است با
{\displaystyle {n \choose k}}
، زیرا تعداد جایگشت‌های متمایز n حرف از دو نوع مختلف، که k تا همانند از نوع اول و n-k تا همانند از نوع دوم وجود دارد برابر است با
{\displaystyle {\frac {n!}{k!\,(n-k)!}}}.
باتوجه به استقلال امتحان‌ها چون احتمال هریک از این دنباله پیشامدها برابر
{\displaystyle p^{k}(1-p)^{n-k}}
است داریم:
{\displaystyle \Pr(X=k)={n \choose k}p^{k}(1-p)^{n-k}\,}

دلیل اینکه به این توزیع دوجمله‌ای می‌گویند این است که قضیهٔ بسط دوجمله‌ای تضمین می‌کند که
{\displaystyle p(k)} یک تابع جرم احتمال است:

{\displaystyle \sum _{k=0}^{n}p(k)=\sum _{k=0}^{n}{n \choose k}(1-p)^{n-k}p^{k}=[p+(1-p)]^{n}=1^{n}=1\,}

### تابع توزیع تجمعی
تابع توزیع تجمعی متغیر تصادفی دوجمله‌ای به‌شکل زیر است:

{\displaystyle F(k;n,p)=\Pr(X\leq k)=\sum _{i=0}^{\lfloor k\rfloor }{n \choose i}p^{i}(1-p)^{n-i}\,}

## مثال
اگر یک تیرانداز با احتمال ۰/۷ تیری را به هدف بزند و x تعداد تیرهای به هدف خورده در ۵ شلیک باشد؛

ابتدا توزیع احتمال x را معلوم کنید و هر یک از احتمال‌های زیر را به دست آورید.

الف- دقیقاً ۳ تیر به هدف بزند.

ب- حداکثر ۲ تیر به هدف بزند.

ج- هیچ تیری به هدف نزند.

متغیر تصادفی x، دارای توزیع دو جمله‌ای با پارامترهای n=۵ , p=۰٫۷ است که تابع احتمال آن را به صورت زیر می‌نویسیم:

برای به دست آوردن احتمالات در این مثال داریم:

{\displaystyle P(X=3)={5 \choose 3}(0.7)^{3}(0.3)^{2}=0.3087}
{\displaystyle P(X\leq 2)=p(0)+p(1)+p(2)=0.16308\,}
{\displaystyle P(X=0)=p(0)=0.00243\,}

## میانگین و واریانس متغیرهای تصادفی دوجمله‌ای
فرض کنید {\displaystyle X} یک متغیر تصادفی دوجمله‌ای با پارامترهای {\displaystyle n} و {\displaystyle p} باشد. به‌طور شهودی انتظار داریم که میانگین {\displaystyle X} برابر {\displaystyle np} باشد. مثلاً اگر سکهٔ سالمی را صد بار پرتاب کنیم، انتظار داریم به‌طور متوسط ۵۰ بار شیر مشاهده کنیم که برابر است با:
{\displaystyle np=100*(1/2)}. فرمول: {\displaystyle \operatorname {E} [X]=np} را می‌توان مستقیماً از تعریف امید ریاضی بدست‌آورد. در زیر این فرمول‌های امید ریاضی و واریانس این متغیر را آورده‌ایم:

## مثال
تاسی را ۳ بار پرتاب می‌کنیم. اگر متغیر تصادفی {\displaystyle X} تعداد تاسهایی که شش آمده باشد، تابع احتمال {\displaystyle X} را بنویسید و امید ریاضی و واریانس آن را محاسبه کنید.

چون پرتاب‌ها از یکدیگر مستقل اند و احتمال موفقیت (شش آمدن) در هر پرتاب ۱/۶ است و این آزمایش n=۳ بار تکرار می‌شود، بنابراین شرایط توزیع دوجمله‌ای با{\displaystyle p={\frac {1}{6}}}، n=۳ برقرار است و توزیع احتمال X را به صورت زیر می‌نویسیم:

{\displaystyle p(k)={3 \choose k}(1/6)^{k}(5/6)^{3-k}\quad \quad \quad \quad }for\quad k=0,1,2,3